# Xir Ali

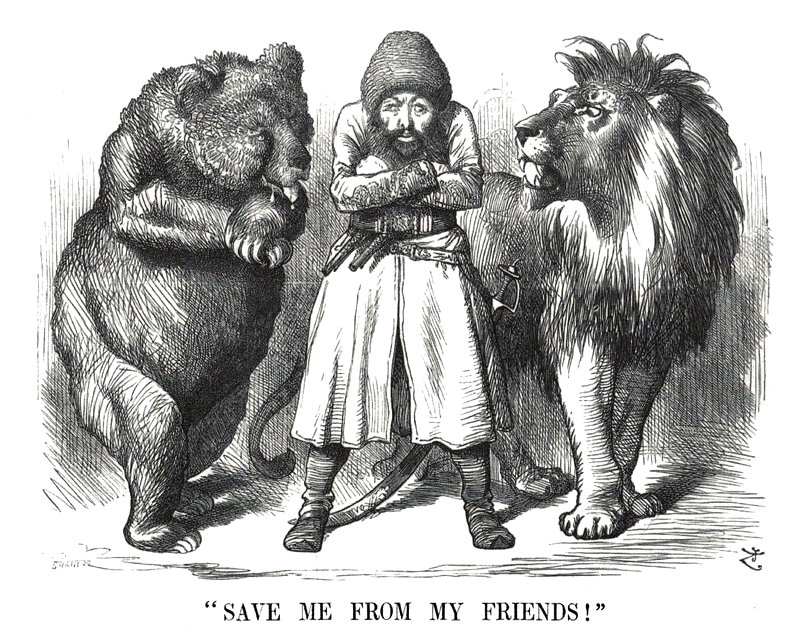
Sàtira del xeic Xir Ali atrapat entre els imperis rus i britànic durant el Gran Joc.

Xir Ali (1823-1879) fou emir de l'Afganistan del 1863 al 1869 (excepte entre 1866 i 1868). Era el cinquè fill de Dost Muhammad al que va succeir a la seva mort el 9 de juny de 1863. La seva mare era de la tribu Barakzai (fill de Rahmat Allah Khan del clan Popalzai) i era l'esposa preferida del seu pare.
Abans de 1858 fou governador de Gazni. Fou designat hereu quan el seu germanastre Ghulam Haydar va morir el 2 de juliol de 1858. El 1862 els seus germanastres Muhammad Afdal (1811-1867) i Muhammad Azam (1818-1869) els dos més grans, es van oposar a la successió. Altres germans van entrar en el conflicte i va esclatar la guerra civil a la mort de Dost Muhammad el 9 de juny de 1863. El maig de 1866 Muhammad Afdal es va imposar a Kabul i Xir Ali només va conservar Herat, però Afdal va morir el 7 d'octubre de 1867 i el seu germà Muhammad Azam va ocupar el seu lloc. Xir Ali va recuperar Kandahar (1868) i després Kabul, però Azam encara va resistir fins que finalment fou derrotat junt amb el seu nebot Abd al-Rahman Khan (fill únic d'Afdal) el 1869. Durant la guerra els britànics van adoptar la política de la "Masterly inactivity" (una mena de neutralitat condescendent) però van refusar complir els termes del tractat amb Dost Muhammad de 1857 que els obligava a ajudar materialment a Xir Ali; finalment el novembre de 1868 van iniciar la cooperació amb aquest quan ja quasi havia guanyat la guerra. El març de 1869 Xir Ali va anar a veure al governador general britànic Lord Mayo i va demanar un tractat d'aliança ofensiva i defensiva i un subsidi, a més del reconeixement del seu fill Abd Allah Djan (1862-1878) com a hereu legítim; els britànics van donar llargues, tot i que sí que va concedir diners i armament; Xir Ali va renovar les seves peticions en els següents anys.
Des del 1868, ja amb el control de la major part del país, va començar a construir un estat centralitzat. Les revoltes dels seus fills Muhammad Yakub Khan (1849-1923) i Muhammad Ayyub Khan (1856-1914) foren sufocades. Va estendre la seva autoritat cap a l'Afganistan septentrional. Va desenvolupar les rutes, els ponts i les comunicacions creant un rudimentari sistema postal (segells de correus des de 1870) i un embrió de ministeris. Va establir l'afghani com a moneda nacional al lloc de la rupia índia. Va fundar una revista periòdica ("Shams al-Nahar" 1875-1879) i una escola (la primera del país). Va reclamar el títol de xa (que no va obtenir) però va limitar la influència dels ulemes reforçant la seva pròpia figura. El 1874 va crear un consell consultiu (que no va reeixir). El 1878 els ingressos s'havien triplicat amb relació a quan va accedir al tron per primer cop, i el 40% anaven a l'exèrcit, reforçat en perjudici de les milícies tribals, esdevenint permanent i equipat a l'estil europeu; els comandaments eren generalment afganesos formats amb els britànics; el seu nombre va arribar a 56.000 homes el 1878, i comptava amb 379 canons. El seu suport principal eren els ghilzai i els wardaks que aportaven el 80% dels militars i dominaven també a l'administració (si bé aquí amb forta presència de persòfons: heratis i parsiwatis); els durranis o abdalis estaven pràcticament exclosos.
El 1873 Gran Bretanya i Rússia van acordar les fronteres del nord de l'Afganistan sense consultar a l'emir, que va haver de renunciar als seus plans d'expansió més enllà de l'Oxus. Llavors es va iniciar la demarcació de la frontera afganesa amb Pèrsia, i l'arbitratge de Goldsmid va repartir el Sistan entre els quadjars i Xir Ali (que el reclamava en la seva integritat). El 8 de desembre de 1876 els britànics van ocupar Quetta, nominalment afganesa dins la seva nova política (establerta pel partit conservador, arribat al poder el 1875) de "Forward policy" (política dels avanços) estimulada per la crisi entre Rússia i l'Imperi Otomà (1875-1879) que va portar a la guerra Russo-Turca el 1877. En cas d'extensió del conflicte, Rússia es podia enfrontar amb la Gran Bretanya a l'Àsia central i el primer ministre britànic Lord Lytton considerava essencial a l'Afganistan i va oferir a Xir Ali una aliança més estreta, un subsidi anual i el reconeixement del seu fill Abd Allah Djan com a hereu, tal com l'emir demanava, però a canvi havia d'acollir agents britànics i deixar les relacions exteriors del país en mans dels anglesos; les negociacions de 1876 i 1877 no van aconseguir cap acord i finalment Lord Lytton va optar per trencar les converses i exercir pressió sobre Xir Ali. També els otomans van enviar una delegació a Kabul per aconsellar a l'emir refusar contactes amb Rússia. El juliol de 1878 Xir Ali va rebre un ambaixador rus cosa que va provocar un ultimàtum britànic exigint l'acceptació d'una missió i el trencament de contactes amb Rússia; a l'agost va morir Abd Allah Djan, l'hereu designat; el setembre Xir Ali va refusar de rebre una ambaixada britànica i el novembre de 1878 els britànics envaïen l'Afganistan. L'exèrcit afganès no va poder resistir i el desembre de 1878 Xir Ali va fugir cap al nord deixant el poder al seu fill Muhammad Yakub Khan encara que no consta una abdicació formal de Xir Ali.
Xir Ali va morir a Mazar-i Sharif el 21 de febrer de 1879. El seu fill Muhammad Yakub Khan el va succeir llavors formalment.